# فيليكس موراي
فيليكس موراي (29 أكتوبر 1998 - ) (بالإنجليزية: Felix Murray)‏ هو لاعب كريكت نيوزلندي.

## وصلات خارجية
- فيليكس موراي على موقع إي آس بي آن كريك إنفو (الإنجليزية)